# فنسنت كلينك
فنسنت كلينك (بالألمانية: Vincent Klink)‏ هو طباخ وكاتب وعازف جاز ألماني، ولد في 29 يناير 1949 في غيسن في ألمانيا.

## وصلات خارجية
- فنسنت كلينك على موقع IMDb (الإنجليزية)
- فنسنت كلينك على موقع مونزينجر (الألمانية)
- فنسنت كلينك على موقع ألو سيني (الفرنسية)
- فنسنت كلينك على موقع ميوزك برينز (الإنجليزية)
- فنسنت كلينك على موقع ديسكوغز (الإنجليزية)
- فنسنت كلينك على موقع قاعدة بيانات الفيلم (الإنجليزية)
- فنسنت كلينك على موقع كينوبويسك (الروسية)